# Cratyna perornata
Cratyna perornata är en tvåvingeart som först beskrevs av Werner Mohrig och Roschmann 1993.  Cratyna perornata ingår i släktet Cratyna och familjen sorgmyggor.
Artens utbredningsområde är Österrike. Inga underarter finns listade i Catalogue of Life.